# Zinaida Tousnolobova-Martchenko
Zinaida Tousnolobova-Martchenko (russe : Зинаида Туснолобова-Марченко) est une sous-officier médecin-cheffe de l'Armée Rouge dans le 849e régiment des carabiniers pendant la Seconde Guerre mondiale. Après avoir été attaquée par un soldat allemand à Koursk et souffrant de graves gelures, elle est amputée de ses quatre membres. Ses blessures la forçant à prendre sa retraite, elle fait un discours radiophonique et écrit une lettre ouverte aux soldats du premier front de la Baltique, lettre qui reçut plus de 3 000 réponses. Elle reçut le titre d'Héroïne de l'Union soviétique le 6 décembre 1957 et la Médaille Florence Nightingale en 1965, faisant d'elle la troisième femmes soviétique à recevoir cette distinction.

## Enfance et éducation
Tousnolobova-Martchenko est née le 23 novembre 1920 dans une famille d'agriculteurs de la ferme Shevtsovo dans le raïon de Polatsk, situé dans l'actuelle Biélorussie. Dans les années 1930, son père, craignant des représailles part pour la Sibérie et change de nom. Son frère, Morozov Semen Mikhaïlovitch, gueule cassée de la Première Guerre mondiale, est arrêtée par le pouvoir soviétique. Après avoir obtenu son diplôme de l'école secondaire, elle travaille comme chimiste pour l'entreprise Leninskugol jusqu'à ce qu'elle rejoigne l'Armée Rouge. Elle devient membre du Parti Communiste en 1942.

## Seconde Guerre mondiale

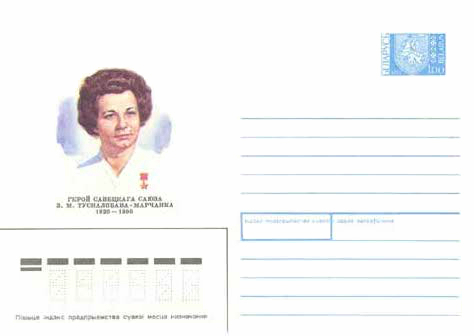
1992 : enveloppe biélorussie mettant en vedette Tousnolobova-Martchenko

Tousnolobova-Martchenko rejoint l'Armée Rouge en avril 1942,  après avoir obtenu son diplôme de soins infirmiers. Elle est assignée au 849e régiment des carabiniers.

Au cours de ses huit premiers mois de service militaire, elle évacue 123 blessés soviétiques du champ de bataille. Le 2 février 1943, tout en essayant de porter secours à un commandant de peloton blessé, elle a les deux jambes cassés. Comme des soldats allemands s'approchent, elle fait semblant d'être morte, mais un soldat remarque qu'elle respire et la bat violemment, presque jusqu'à mort. Un peloton de reconnaissance de nuit remarque qu'elle est encore en vie et réussi à l'amener dans un hôpital de campagne trois jours plus tard. Souffrant de graves engelures, les médecins doivent effectuer huit interventions chirurgicales pour lui sauver la vie, amputant sa main gauche, l'ensemble de son bras droit, son pied gauche et sa jambe droite jusqu'au genou. Alors qu'elle est en convalescence, elle écrit une lettre ouverte aux soldats du premier front de la Baltique, leur demandant de venger la souffrance qu'on lui a infligé. Dans sa lettre, elle déclare qu'elle est coincée dans un lit d'hôpital depuis quinze mois à cause des soldats de l'Axe, ne se référant à eux que sous le nom de « fascistes », elle évoque brièvement sa vie d'avant-guerre mais se concentre surtout sur sa colère contre les forces de l'Axe. Elle doit écrire avec un stylo attaché à son coude, racontant comment son frère a perdu sa main et son époux sa vie pendant la guerre. Elle conclut en demandant aux soldats de n'épargner aucun soldats allemands, de venger le peuple russe. La lettre reçoit plus de 3 000 lettres et réponses de soldats soviétiques, promettant de la venger. De nombreux tanks et avions soviétiques portent des inscriptions comme « C'est pour Zinaida » et  « Pour Zinaida Tousnolobova » (en russe : За Зину Туснолобову!), une pratique si populaire qu'un autre Héros de l'Union Soviétique, Piotr Andreev, l'écrit sur son avion,.

## Après-guerre
Après la guerre, elle se marie avec un autre vétéran de la guerre, le lieutenant Joseph Petrovitch Martchenko qui travaille comme ingénieur. L'un de ses enfants, Vladimir Martchenko, sert dans l'armée pendant deux ans. En 1957, bien après la fin de la guerre, elle reçoit le titre d'Héroïne de l'Union soviétique par un décret du Soviet suprême pour son courage et est décorée de la Médaille Florence Nightingale en 1965 par la Croix-Rouge Internationale. Elle meurt d'une pneumonie en 1980, à l'âge de 59 ans,.

## Distinctions
- Héroïne de l'Union soviétique
- Ordre de Lénine
- Ordre du Drapeau rouge
- Ordre de l'Étoile rouge
- Médaille Florence Nightingale

## Hommages
- Elle est citoyenne d'honneur de la ville de Polotsk[3].
- L'école de médecine de Polotsk fut renommée en son honneur[3].
- Une enveloppe commémorative avec son portrait est publiée en Biélorussie en 1992[5].